# Kulmiye
Kulmiye és el nom abreujat del partit polític de Somalilàndia anomenat Partit de la Pau, la Unitat i el Desenvolupament (somali: Kulmiye Nabad, Midnimo iyo horumar). És un dels tres partits polítics reconeguts per la constitució.
A les eleccions presidencials del 14 d'abril de 2003 el seu candidat Ahmed Mohamed Mohamoud va obtenir el 42,1% dels vots i fou derrotat per poc marge per Dahir Riyale Kahin. En les eleccions parlamentàries del 29 de setembre del 2005 va obtenir el 34,1% i 28 escons (sobre 82). El partit va obtenir la victòria a les eleccions de 2010, convertint Ahmed Mohamed Mohamoud en president de la república, càrrec que va ocupar fins les següents eleccions en 2017, que va guanyar Muse Bihi Abdi també de Kulmiye.

## Bandera
Els colors del partit són el verd i el groc però a les banderes apareixen en diferents disposicions. Almenys quatre d'elles estan testimoniades per fotografies. A un vídeo mostra un acte electoral amb nombroses banderes, la majoria del model número 3, que probablement és l'oficial, ja que també apareix en dos fotografies a l'interior de la seu del partit (on però també hi ha almenys una altra disposició). El model 1 també és molt utilitzat i probablement són la mateixa bandera penjada de dreta a esquerra o al revés. El model 2 seria una bandera penjada cap per avall i el 4 una variant casolana.

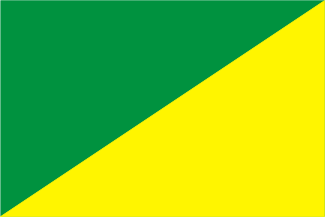
model 1
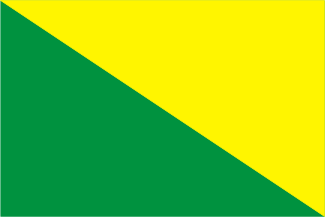
model 2
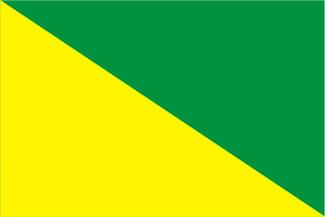
model 3
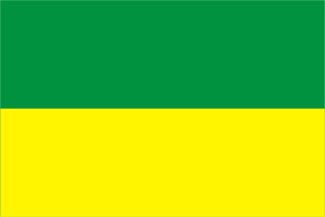
model 4